# Lewis (comté d'Essex, New York)
Pour les articles homonymes, voir Lewis.
Lewis est une municipalité (town) américaine de l'État de New York, située dans le comté d'Essex.

## Géographie
La municipalité s'étend sur 220,1 km2 dans le parc Adirondack, au nord-est de l'État de New York, et est arrosée par les affluents de la Boquet qui coule vers le lac Champlain. Elle abrite le petit lac Big Pond,.
Elle comprend les localités de Crowningshield à l'est, Deerhead au nord, Lewis au sud et Stowersville au sud-est.
|     | Chesterfield  | Willsboro |
| Jay | Lewis         | Essex     |
|     | Elizabethtown | Westport  |

## Histoire
La localité de Lewis est fondée à la fin du XVIIIe siècle sur le territoire de Willsboro et est érigée en town en 1805. Elle porte le nom de Morgan Lewis, gouverneur de l'État de New York.
Des parties de son territoire sont cédées à Elizabethtown en 1844 et 1854.
Au XIXe siècle, Stowersville et Deerhead sont des communautés basées sur l'extraction du fer.

## Politique et administration
La municipalité est administrée par un superviseur et un conseil de quatre membres élus pour deux ans.